# Siêu lỏng

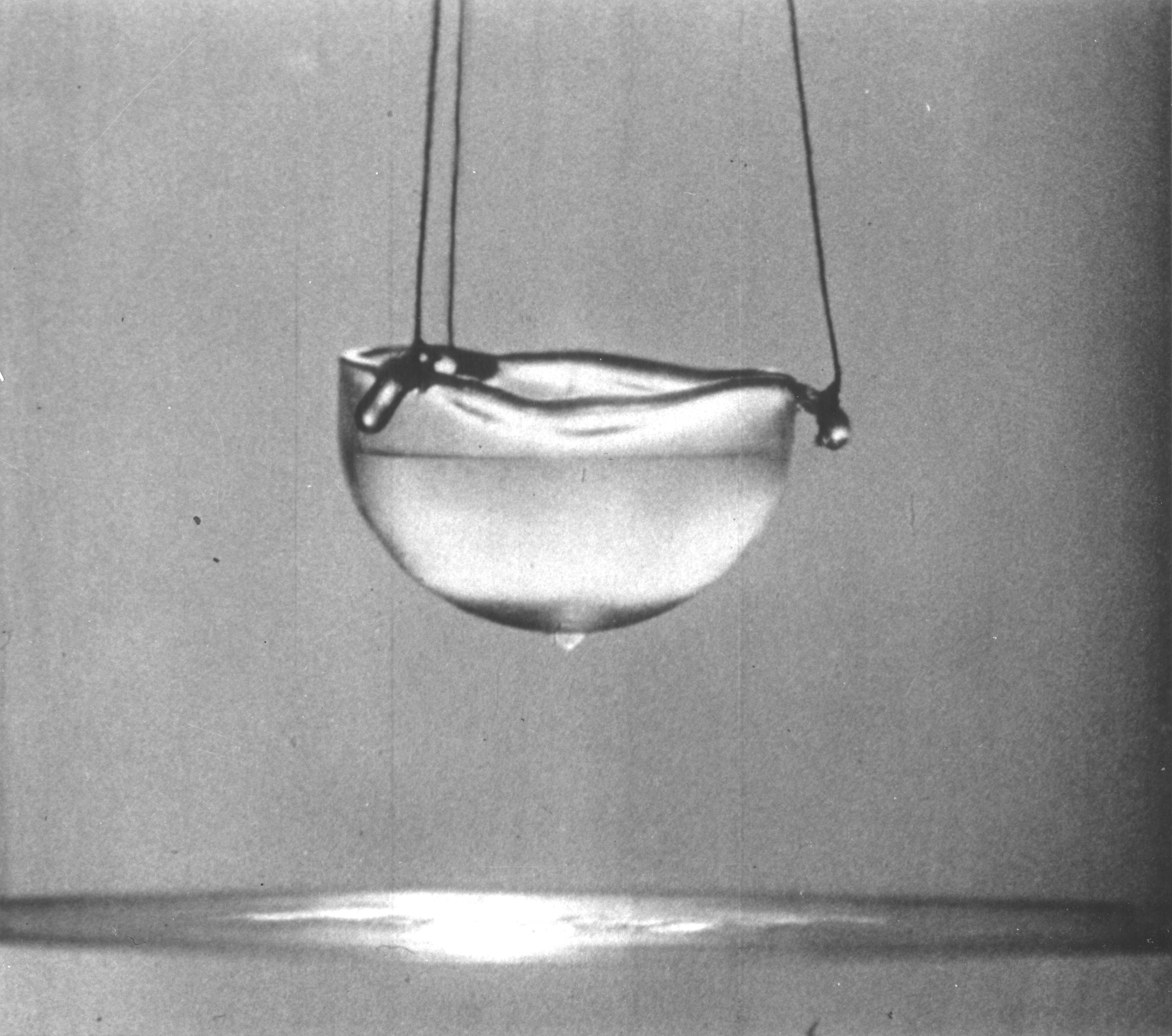
Heli II là một chất siêu lỏng. Khi nó tồn tại ở dạng siêu lỏng, nó sẽ "bò" trên thành cốc như một tấm phim mỏng (Rollin film). Nó chảy ra ngoài, tạo thành giọt rơi vào chất lỏng bên dưới. Giọt khác sẽ tạo thành—và tiếp tục như thế cho đến khi chiếc cốc không còn nữa.

Tính siêu lỏng là tính chất đặc trưng của chất lỏng có độ nhớt bằng 0, loại chất lỏng này chảy mà không bị mất đi động năng. Khi khuấy một chất siêu lỏng sẽ tạo ra vòng xoáy quay không ngừng. Tính siêu lỏng thể hiện ở hai đồng vị của heli là heli-3 và heli-4 khi chúng bị hóa lỏng bằng việc làm lạnh qua điểm lambda (2,17 kelvin). Nó cũng có tính chất của các trạng thái kích thích khác của vật liệu được lý thuyết hóa để tốn tại trong vật lý thiên văn, vật lý năng lượng cao, và các lý thuyết về hấp dẫn lượng tử. Hiện tượng liên quan đến ngưng tụ Bose–Einstein, nhưng không phải là một loại đặc biệt của các loại khác: không phải tất cả ngưng tụ Bose–Einstein có thể được đề cập là các chất siêu lỏng, và không phải tất cả các chất siêu lỏng là ngưng tụ Bose–Einstein.